# James van Beusekom
James van Beusekom (Padang, 14 mei 1922 – Hamburg-Neuengamme, 22 december 1944) was een Nederlandse student en verzetsstrijder tijdens de Tweede Wereldoorlog. 

## Levensloop
James van Beusekom werd geboren in Padang, als zoon van Gerrit van Beusekom en Gerharda Tengbergen. Zijn ouders waren aldaar in 1917 getrouwd. Zijn vader was inspecteur van een levensverzekering. In 1927 verhuisde het gezin naar Nederland, waar het eerst ging wonen in Koudekerke en vervolgens in Middelburg.

### Tweede Wereldoorlog
In 1941 ging Van Beusekom naar Utrecht om medicijnen te studeren. Hij werd lid van het Utrechtsch Studenten Corps en werd clandestien ontgroend. Hoewel hij op een kamer op Begijnekade 9 in Utrecht woonde (in hetzelfde huis als Jelle de Jong), bleef hij officieel ingeschreven staan op het huisadres van zijn ouders in Middelburg.
Na eerst als losse kracht te hebben gewerkt, werd Van Beusekom in maart 1943 een vaste medewerker van het Utrechts Kindercomité. Hij bracht kinderen naar hun onderduikadres, vaak samen met Gisela Söhnlein. Hij gebruikte de schuilnaam "Karel van Nieveld". Van Beusekom had tevens contacten in Amsterdam, van wie hij geld en bonkaarten kreeg. Voor dat doel had hij ook een kamer in Amsterdam gehuurd.

#### Aanslag in Esch
Toen door het Kindercomité besloten werd om een doorgangshuis in Esch op te richten, droeg hij Dirk de Ruiter en Mies van Ginkel voor als oppas voor de kinderen. Ondanks dat er kort daarvoor in de illegale krant Vrij Nederland was gewaarschuwd dat Van Ginkel voor de Sicherheitsdienst werkte, werden ze aangenomen. Het stel ging eind mei 1943 aan de slag. Begin juni 1943 kreeg Van Beusekom van zijn contacten in Amsterdam te horen dat er een brief was ontvangen uit Kamp Westerbork van Joden die schreven dat ze door het stel verraden waren. Het Kindercomité besloot daarop dat het stel moest worden geliquideerd. Een dag voor de geplande aanslag werd de Joodse huishoudster, Clara Hes, in veiligheid gebracht op de kamer van James in Utrecht. De aanslag in Esch, gepleegd op 11 juni 1943 door twee leden van de Oranje Vrijbuiters uit Oog in Al, mislukte evenwel. Alleen Dirk de Ruiter werd gedood. De pleegzoon van het stel, die onverwacht aanwezig was, kon de politie alarmeren, waarbij hij ook de naam van James van Beusekom noemde. Aangezien Van Beusekom zich in Amsterdam bevond, werd hij niet gevonden. Wel werden veel mensen met de achternaam Van Beusekom opgepakt, onder wie zijn ouders.
Van Beusekom moest onderduiken en heeft daarna niet meer voor het Kindercomité gewerkt. Hij bleef in Amsterdam, waar hij nog diverse verzetsactiviteiten heeft verricht. In augustus 1944 werd hij opgepakt met een revolver op zak. In september 1944 werd hij vanuit Kamp Amersfoort naar Neuengamme getransporteerd. Hij werd tewerkgesteld in Arbeitslager Spaldingstraße in Hamburg. Van Beusekom overleed in december 1944 door ziekte. In oktober 1945 plaatste zijn vader een oproep in de krant.
Van Beusekom ligt begraven op het Nederlands Ereveld Hamburg.

## Eerbetoon
- Zijn naam staat vermeld op de Erelijst van Gevallenen 1940-1945.[6]
- Zijn naam staat vermeld op het monument in het Academiegebouw van de Universiteit Utrecht.[7]